# Palma Labyrinthus
Il Palma Labyrinthus è una formazione geologica della superficie di Titano.